# A Sacrifice to Civilization
A Sacrifice to Civilization è un cortometraggio muto del 1911 diretto da Hobart Bosworth.

## Produzione
Il film fu prodotto dalla Selig Polyscope Company

## Distribuzione
Distribuito dalla General Film Company, il film - un cortometraggio in una bobina - uscì nelle sale cinematografiche statunitensi il 27 giugno 1911.